# Старий Кобильник
Старий Кобильник (пол. Stary Kobylnik) — село в Польщі, у гміні Стара Блотниця Білобжезького повіту Мазовецького воєводства.
Населення — 255 осіб (2011).
У 1975-1998 роках село належало до Радомського воєводства.

## Демографія
Демографічна структура станом на 31 березня 2011 року:
|          | Загалом | Допрацездатний вік | Працездатний вік | Постпрацездатний вік |
| -------- | ------- | ------------------ | ---------------- | -------------------- |
| Чоловіки | 124     | 31                 | 78               | 15                   |
| Жінки    | 131     | 35                 | 67               | 29                   |
| Разом    | 255     | 66                 | 145              | 44                   |